# Delias plateni
Delias plateni is een vlindersoort uit de familie van de Pieridae (witjes), onderfamilie Pierinae.
Delias plateni werd in 1895 beschreven door Staudinger.